# Namik Dokle

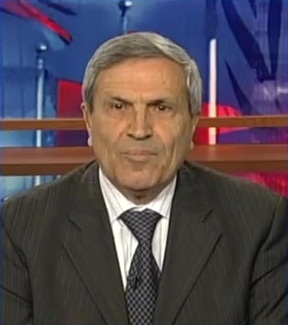
Namik Dokle, 2012

Namik Dokle (* 11. März 1946 in Durrës) ist ein albanischer Journalist, Schriftsteller und Politiker der Sozialistischen Partei (PS).

## Biografie
Nach dem Schulbesuch studierte er zunächst von 1965 bis 1970 Agrarwissenschaft am Landwirtschaftsinstitut von Tirana und schloss dieses Studium als Agrarökonom ab. Daneben absolvierte er zwischen 1968 und 1970 ein Studium der Journalistik an der Universität Tirana.
Im Anschluss wurde er Journalist bei der Tageszeitung Puna, deren Chefredakteur er zwischen 1983 und 1989 war. Nach einer Tätigkeit als Sekretär des Journalistenverbandes von 1989 bis 1990 wurde er 1991 Chefredakteur der Tageszeitung Zëri i Popullit.
Dokle, der 1991 Mitglied der Sozialistischen Partei wurde, wurde 1992 erstmals zum Abgeordneten des Albanischen Parlaments gewählt und gehörte diesem seither als Vertreter für den Kreis Elbasan an. Während dieser Zeit war er von 1992 bis 2000 auch Vertreter Albaniens in der Parlamentarischen Versammlung des Europarates.
Zugleich war er nicht nur seit 1991 Mitglied des Vorstandes der PS, sondern zugleich von 1992 bis 1997 Fraktionsvorsitzender der Sozialisten im Parlament und zwischen 1992 und 1996 auch Stellvertretender Parteivorsitzender. Danach war er von 1996 bis 1997 Organisationssekretär der PS, ehe er von 1999 bis 2000 als Parteisekretär für Ideologie fungierte.
Nach den Parlamentswahlen 2001 wurde er am 4. September 2001 Nachfolger von Skënder Gjinushi als Parlamentspräsident gewählt. Bereits am 30. April 2002 folgte ihm sein Parteifreund Servet Pëllumbi im Amt des Parlamentspräsidenten.
Im Dezember 2003 berief ihn Ministerpräsident Fatos Nano zum Vize-Ministerpräsidenten in sein Kabinett, dem er bis zur Wahlniederlage der PS im Juli 2005 angehörte.

## Veröffentlichungen
Dokle, der neben albanisch auch englisch, französisch, griechisch, italienisch und spanisch spricht, ist darüber hinaus auch als Schriftsteller tätig und verfasste neben Artikeln auch zahlreiche Dramen. Zu seinen wichtigsten Veröffentlichungen zählen:
- Kur erdhi pranvera (1971)
- Shokët e babait tim (1973)
- Era e lartësive (1974)
- Të pamposhtur në shtrëngatë (1975)
- Kripë mbi dëborë (1976)
- Buka e pathyer (1978)
- Mungojnë dy fishekë (1980)
- Koha në gjunjë s’na ka parë (1981)
- Mjegulla e dimrit të largët (2003)
- Kthimi i të munduarve, (2003)
- Ura midis jetës dhe vdekjes (2003)
- Anija fantazmë (2004)
- Dënimi i dyte i Homerit (2008).